# Plug Me In
Plug Me In ist ein DVD-Boxset der australischen Hard-Rock-Band AC/DC, das am 16. Oktober 2007 unter dem Label Sony Entertainment erschien.
Die Standard-Version enthält zwei DVDs. Die erste zeigt Auftritte und Interviews aus der Bon Scott-Ära von 1975 bis 1979, der zweite Datenträger bezieht sich auf die Brian Johnson-Ära von 1981 bis 2003. Neben der Standard-Version mit zwei DVDs ist ebenfalls eine zweite Deluxe-Edition oder auch Collectors Edition genannte Ausführung erhältlich, die eine zusätzliche dritte DVD Between the Cracks enthält, auf der neben einigen Auftritten aus den 1970er Jahren das gesamte Konzert von The Summit, Houston, TX, Oktober 1983 zu sehen ist. Der Song Shoot to Thrill dieses Konzertes der Flick of the Switch Tour ist auf DVD 2 und 3 zu sehen und somit in beiden Ausgaben vorhanden. Die Collectors Edition enthält außerdem zusätzlich Replikate von Tickets, sowie ein Replikat von einem Tourposter der 79-er-Highway to Hell-Tour.

## Titelliste

### DVD 1: Bon Scott-Ära (1975–1979)
1. High Voltage [King of Pop Awards, Australien, Oktober 1975]
2. It’s A Long Way To The Top (If You Wanna Rock’n'Roll) [Bandstand Channel 9, Australien, 21. Februar 1976]
3. School Days [Bandstand Channel 9, Australien, 21. Februar 1976]
4. T.N.T. [St. Albans High School, Australien, 3. März 1976]
5. Live Wire [St. Albans High School, Australien, 3. März 1976]
6. Can I Sit Next To You Girl [Super Pop / Rollin’ Bolan, London, England 13. Juli 1976]
7. Baby Please Don't Go [Super Pop / Rollin’ Bolan, London, England 13. Juli 1976]
8. Hell Ain't A Bad Place To Be [Myer Music Ball, Melbourne, 5. Dezember 1976]
9. Rocker [Sight & Sound in Concert (BBC 2), Golders Green Hippodrome, London, England, 29. Oktober 1977]
10. Rock’n'Roll Damnation [Sight & Sound in Concert (BBC 2), Golders Green Hippodrome, London, England, 29. Oktober 1977]
11. Dog Eat Dog [Apollo Theatre, Glasgow, Schottland, 30. April 1978]
12. Let There Be Rock [Apollo Theatre, Glasgow, Schottland, 30. April 1978]
13. Problem Child [Rock goes to College (BBC 2), Colchester, England; 28. Oktober 1978]
14. Sin City [Rock goes to College (BBC 2), Colchester, England; 28. Oktober 1978]
15. Bad Boy Boogie [Rock goes to College (BBC 2), Colchester, England; 28. Oktober 1978]
16. Highway To Hell [Countdown (ABC), Arnhem, Niederlande, 13. Juli 1979]
17. The Jack [Countdown (ABC), Arnhem, Niederlande, 13. Juli 1979]
18. Whole Lotta Rosie [Countdown (ABC), Arnhem, Niederlande, 13. Juli 1979]

Bonus Features
1. Band Interview am Flughafen in Sydney, Countdown (ABC), 1. April 1976
2. Band Interview in Covent Garden, London, 16. Juli 1976
3. Baby Please Don't Go [Circus Krone, München Deutschland, 29. September 1976]
4. Problem Child [Sydney Myer Music Ball, Melbourne, 5. Dezember 1976]
5. Radio 3XY Promo: Dirty Deeds Done Dirt Cheap [Melbourne, Australien, Dezember 1976]
6. Bon Scott Interview [Countdown (ABC), London, England, 1. November 1977]
7. Rock’n’Roll Damnation [Top of the Pops (BBC 1), London, England, 1. Juni, 1978]
8. Band Interview und Konzert Highlights [Australian Music to the World, Atlanta, Georgia, USA, 11. August 1978]
9. Super 8 Bootleg Film von Konzert Clips [Théatre de Verdure, Nizza, Frankreich, 14. December 1979]

### DVD 2: Brian Johnson-Ära (1981–2003)
1. Shot Down in Flames [Nippon Budōkan, Tokio, 5. Februar 1981]
2. What Do You Do For Money Honey [Budōkan, Tokio, 5. Februar 1981]
3. You Shook Me All Night Long [Budōkan, Tokio, 5. Februar 1981]
4. Let There Be Rock [Budōkan, Tokio, 5. Februar 1981]
5. Back In Black [Capital Center, Landover, Maryland, 20. Dezember 1981]
6. T.N.T. [Capital Center, Landover, Maryland, 20. Dezember 1981]
7. Shoot to Thrill [The Summit, Houston, TX, 30. Oktober 1983]
8. Guns For Hire [Joe Louis Arena, Detroit, Michigan, 17. November 1983]
9. Dirty Deeds Done Dirt Cheap [Joe Louis Arena, Detroit, Michigan, 17. November 1983]
10. Flick of the Switch [Capital Center, Landover, Maryland, 12. Dezember 1983]
11. Bedlam in Belgium [Capital Center, Landover, Maryland, 12. Dezember 1983]
12. Montage: Coup Victims Memorial Service: Hell’s Bells / Back in Black [ Flugplatz Moskau-Tuschino, 28. September 1991]
13. Highway to Hell [Flugplatz Moskau-Tuschino; 28. September 1991]
14. Whole Lotta Rosie [Flugplatz Moskau-Tuschino; 28. September 1991]
15. For Those About to Rock (We Salute You) [Flugplatz Moskau-Tuschino; 28. September 1991]
16. Gone Shootin’ [VH1 Studio B, London, England, 5. Juli 1996]
17. Hail Caesar [Entertainment Center, Sydney, Australien, 14. November 1996]
18. Ballbreaker [Entertainment Center, Sydney, Australien, 14. November 1996]
19. Rock and Roll Ain’t Noise Pollution [Entertainment Center, Sydney, Australien, 14. November 1996]
20. Hard as a Rock [Stade de France, Paris, Frankreich, 22. Juni 2001]
21. Hells Bells [Stade de France, Paris, Frankreich, 22. Juni 2001]
22. Ride On [Stade de France, Paris, Frankreich, 22. Juni 2001]
23. Stiff Upper Lip [Circus Krone, München, Deutschland, 17. Juni 2003]
24. Thunderstruck [Circus Krone, München, Deutschland, 17. Juni 2003]
25. If You Want Blood (You’ve Got It) [Toronto Rocks, Downsview Park, Toronto, 30. Juli 2003]
26. The Jack [Toronto Rocks, Downsview Park, Toronto, 30. Juli 2003]
27. You Shook Me All Night Long [Toronto Rocks, Downsview Park, Toronto, 30. Juli 2003]

Bonus Features
1. Ballbreaker-Tour Intro Film mit Beavis and Butthead, 1996
2. Brian und Angus Interview + Hells Bells Live [Countdown (ABC), Forest National Brüssel, 25. Januar 1981]
3. Angus Young und David Lee Roth Interview [The Old Grey Whistle Test (BBC 2), Castle Donington Park, 18. August 1984]
4. Rehearsal Gone Shootin’ [VH1 Studio B, London, England, 5. Juli 1996]
5. Angus und Malcolm Young mit den Rolling Stones Live Rock Me Baby [Licks Tour, Festwiese, Leipzig, Deutschland, 20. Juni 2003]

### DVD 3: Between the Cracks
1. She’s Got Balls [St. Albans High School, Australien, 17. März 1976]
2. It’s a Long Way to the Top (If You Wanna Rock’n'Roll) [St. Albans High School, Australien, 17. März 1976]
3. Let There Be Rock [Sight & Sound in Concert, London, England, Oktober 1977]
4. Bad Boy Boogie [Apollo Theatre, Glasgow, Schottland, April 1978]
5. Girls Got Rythem [Top Pop, 1979]
6. Guns For Hire [Band rehearsal, Los Angeles, Kalifornien, 1983]
7. This House Is on Fire [Joe Louis Arena, Detroit, Michigan, November 1983]
8. Highway to Hell [Point Theatre, Dublin, Irland, Juni 1996]
9. Girls Got Rythem [Entertainment Center, Sydney, Australien, November 1996]
10. Let There Be Rock [Stuttgart, Deutschland, 2000]
11. Angus Statue Intro [Stiff Upper Lip Tour Intro Film 2001]

#### Live at The Summit, Houston TX, 1983
1. Guns For Hire
2. Shoot to Thrill
3. Sin City
4. This House Is on Fire
5. Back In Black
6. Bad Boy Boogie
7. Rock and Roll Ain't Noise Pollution
8. Flick of the Switch
9. Hells Bells

## Zubehör (Collectors Edition)
- AC/DC Live at Circus Krone Ticket (Replikat)
- AC/DC 1981 For Those About to Rock Tour Guest Pass (Replikat)
- AC/DC Live at St. Albans High School Ticket (Replikat)
- AC/DC 1981 Back in Black Tour Ticket (Replikat)
- AC/DC 1983 Flick of the Switch Tour Working Personnel Pass (Replikat)
- AC/DC 1978 Powerage Tour at „The Apollo“ Ticket (Replikat)
- AC/DC Back in Black Tour „Back in London“ Access All Areas Pass (Replikat)
- AC/DC Highway to Hell Tour Poster (Replikat)